# 사노 시로
사노 시로(일본어: 佐野 史郎 さのしろう[*],  영어: Sano Shiro, 1955년 3월 4일 ~ )는 일본의 배우이자 영화 감독이다.

## 주요 출연 작품

### 영화
- 1989년 《그 남자, 흉폭하다》
- 1998년 《포켓몬스터》
- 2005년 《용의자 무로이 신지》
- 2006년 《아타고올은 고양이의 숲》
- 2008년 《바티스타 수술팀의 영광》
- 2008년 《아무도 지켜주지 않아》
- 2009년 《제너럴 루주의 개선》
- 2011년 《하야부사》
- 2011년 《마이 웨이》

### 드라마
- 대하드라마 (NHK)
  - 독안룡 마사무네 (1987년) : 고토 마고베 역
  - 나는 듯이 (1990년) : 아리무라 준사이(카이에다 노부요시)역
  - 꽃의 난 (1994년) : 아시카가 요시미 역
  - 여자 성주 나오토라 (2017년) : 타이겐 셋사이 역
  - 세고돈 (2018년) : 이이 나오스케 역
- 1996년 《굿 럭》
- 1997년 《파랑새》
- 1999년 《너와 있던 미래를 위해: I'll be back》
- 2000년 《푸드 파이트》
- 2002년 《트릭 2》
- 2002년 《마이 리틀 쉐프》
- 2003년 《스카이하이》
- 2003년 《공범자(일본어판)》
- 2004년 《워터보이즈 2》
- 2006년 《식탐정》
- 2006년 《쓰레기 변호사》
- 2007년 《화려한 일족》
- 2007년 《식탐정 2》
- 2008년 《시마 과장》
- 2008년 《정의의 아군》
- 2009년 ~ 2011년 《언덕 위의 구름》 - 쿠가 카츠난 역
- 2009년 《원한해결사무소 스페셜 2》
- 2009년 《아이시테루: 용서》
- 2009년 《관료들의 여름》
- 2010년 《SPEC~경시청 공안부 공안 제 5과 미상 사건 특별 대책계 사건부~》
- 2010년 《나사케의 여자》
- 2011년 《형사 완코》
- 2011년 《유류수사》
- 2012년 《분신》
- 2012년 《수수께끼 풀이는 저녁식사 후에 스페셜》
- 2012년 《리치 맨, 푸어 우먼》